# اداره اصلی اقتصادی و اجرایی اس‌اس
اداره اصلی اقتصادی و اجرایی اس‌اس (آلمانی: SS-Wirtschafts- und Verwaltungshauptamt) یک سازمان نازی برای مدیریت امور مالی، سیستم‌های تأمین و پروژه‌های کسب و کار آلگماینه اس‌اس بود.این سازمان هم‌چنین اردوگاه‌های کار اجباری آلمان نازی را هدایت می‌کرد و یکی از ابزارهای اصلی در راه حل نهایی محسوب می‌شد.